# Manoa Masi
Manoa Masi (18 agosto 1974) è un ex calciatore figiano, di ruolo centrocampista.

## Biografia
È cugino di Esala Masi, anch'egli ex calciatore.

## Carriera

### Nazionale
Ha debuttato in Nazionale il 25 settembre 1998, in Australia-Figi (3-1). Ha messo a segno la sua prima rete con la maglia della Nazionale l'8 aprile 2000, in Figi-Papua Nuova Guinea (5-0), siglando la rete del momentaneo 1-0 al 3º minuto di gioco. Ha partecipato, con la Nazionale, alla Coppa d'Oceania 1998 e alla Coppa d'Oceania 2002. Ha collezionato in totale, con la maglia della Nazionale, 15 presenze e 5 reti.

## Palmarès

### Club

#### Competizioni nazionali
- Campionato figiano di calcio: 7

Ba: 1994, 1995, 2002, 2003, 2004, 2005, 2006
- Campionato interdistrettuale figiano: 6

Ba: 1997, 2000, 2003, 2004, 2006, 2007
- Battle of Giants figiana: 5

Ba: 1998, 1999, 2000, 2001, 2006, 2007
- Coppa delle Figi: 5

Ba: 2004, 2005, 2006, 2007
Nadroga: 2001
- Champions vs. Champions figiana: 7

Ba: 1994, 1995, 2002, 2003, 2004, 2005, 2006